# 16e étape du Tour de France 2003
Pour un article plus général, voir Tour de France 2003.
La 16e étape du Tour de France 2003 s'est déroulée le 23 juillet 2003 entre Pau et Bayonne sur un parcours de 197,5 km. Elle a été remportée par L'Américain Tyler Hamilton (Team CSC) devant l'Allemand Erik Zabel (Telekom) et l'Ukrainien Yuriy Krivtsov (Jean Delatour). L'Américain Lance Armstrong (US Postal Service-Berry Floor) conserve le maillot jaune à l'issue de l'étape.

## Classement de l'étape
| \| Classement de l'étape \| Classement de l'étape \| Classement de l'étape \| Classement de l'étape \| Classement de l'étape \| \| Coureur \| Coureur \| Pays \| Équipe \| Temps \| \| --------------------- \| --------------------- \| --------------------- \| --------------------- \| --------------------- \| \| 1er \| Tyler Hamilton \| États-Unis \| CSC \| 4 h 59 min 41 s \| \| 2e \| Erik Zabel \| Allemagne \| Telekom \| + 1 min 55 s \| \| 3e \| Yuriy Krivtsov \| Ukraine \| Jean Delatour \| + 1 min 55 s \| \| 4e \| Luca Paolini \| Italie \| Quick Step-Davitamon \| + 1 min 55 s \| \| 5e \| Gerrit Glomser \| Autriche \| Saeco \| + 1 min 55 s \| \| 6e \| Bram de Groot \| Pays-Bas \| Rabobank \| + 1 min 55 s \| \| 7e \| Markus Zberg \| Suisse \| Gerolsteiner \| + 1 min 55 s \| \| 8e \| Sandy Casar \| France \| Fdjeux.com \| + 1 min 55 s \| \| 9e \| Fabrizio Guidi \| Italie \| Team Bianchi \| + 1 min 55 s \| \| 10e \| Stuart O'Grady \| Australie \| Crédit Agricole \| + 1 min 55 s \| |                |            |                      |                 |
| |                |            |                      |                 |
| |                |            |                      |                 |
| Classement de l'étape |                |            |                      |                 |
| Coureur | Coureur        | Pays       | Équipe               | Temps           |
| 1er | Tyler Hamilton | États-Unis | CSC                  | 4 h 59 min 41 s |
| 2e | Erik Zabel     | Allemagne  | Telekom              | + 1 min 55 s    |
| 3e | Yuriy Krivtsov | Ukraine    | Jean Delatour        | + 1 min 55 s    |
| 4e | Luca Paolini   | Italie     | Quick Step-Davitamon | + 1 min 55 s    |
| 5e | Gerrit Glomser | Autriche   | Saeco                | + 1 min 55 s    |
| 6e | Bram de Groot  | Pays-Bas   | Rabobank             | + 1 min 55 s    |
| 7e | Markus Zberg   | Suisse     | Gerolsteiner         | + 1 min 55 s    |
| 8e | Sandy Casar    | France     | Fdjeux.com           | + 1 min 55 s    |
| 9e | Fabrizio Guidi | Italie     | Team Bianchi         | + 1 min 55 s    |
| 10e | Stuart O'Grady | Australie  | Crédit Agricole      | + 1 min 55 s    |

## Classement général
| \| Classement général \| Classement général \| Classement général \| Classement général \| Classement général \| \| Coureur \| Coureur \| Pays \| Équipe \| Temps \| \| ------------------ \| -------------------- \| ------------------ \| ----------------------------- \| ------------------ \| \| 1er \| Lance Armstrong \| États-Unis \| US Postal Service-Berry Floor \| DQ \| \| 2e \| Jan Ullrich \| Allemagne \| Team Bianchi \| + 1 min 07 s \| \| 3e \| Alexandre Vinokourov \| Kazakhstan \| Telekom \| + 2 min 45 s \| \| 4e \| Haimar Zubeldia \| Espagne \| Euskaltel-Euskadi \| + 5 min 16 s \| \| 5e \| Iban Mayo \| Espagne \| Euskaltel-Euskadi \| + 5 min 25 s \| \| 6e \| Tyler Hamilton \| États-Unis \| CSC \| + 6 min 35 s \| \| 7e \| Ivan Basso \| Italie \| Fassa Bortolo \| + 8 min 08 s \| \| 8e \| Christophe Moreau \| France \| Crédit Agricole \| + 11 min 12 s \| \| 9e \| Francisco Mancebo \| Espagne \| iBanesto.com \| + 16 min 05 s \| \| 10e \| Carlos Sastre \| Espagne \| CSC \| + 16 min 12 s \| |                      |            |                               |               |
| |                      |            |                               |               |
| |                      |            |                               |               |
| Classement général |                      |            |                               |               |
| Coureur | Coureur              | Pays       | Équipe                        | Temps         |
| 1er | Lance Armstrong      | États-Unis | US Postal Service-Berry Floor | DQ            |
| 2e | Jan Ullrich          | Allemagne  | Team Bianchi                  | + 1 min 07 s  |
| 3e | Alexandre Vinokourov | Kazakhstan | Telekom                       | + 2 min 45 s  |
| 4e | Haimar Zubeldia      | Espagne    | Euskaltel-Euskadi             | + 5 min 16 s  |
| 5e | Iban Mayo            | Espagne    | Euskaltel-Euskadi             | + 5 min 25 s  |
| 6e | Tyler Hamilton       | États-Unis | CSC                           | + 6 min 35 s  |
| 7e | Ivan Basso           | Italie     | Fassa Bortolo                 | + 8 min 08 s  |
| 8e | Christophe Moreau    | France     | Crédit Agricole               | + 11 min 12 s |
| 9e | Francisco Mancebo    | Espagne    | iBanesto.com                  | + 16 min 05 s |
| 10e | Carlos Sastre        | Espagne    | CSC                           | + 16 min 12 s |

## Classements annexes
| Classement par points | Classement par points | Classement par points | Classement par points | Classement par points |
| Coureur               | Coureur               | Pays                  | Équipe                | Points                |
| --------------------- | --------------------- | --------------------- | --------------------- | --------------------- |
| 1er                   | Baden Cooke           | Australie             | Fdjeux.com            | 156 pts               |
| 2e                    | Robbie McEwen         | Australie             | Lotto-Domo            | 148 pts               |
| 3e                    | Erik Zabel            | Allemagne             | Telekom               | 143 pts               |
| 4e                    | Thor Hushovd          | Norvège               | Crédit Agricole       | 134 pts               |
| 5e                    | Stuart O'Grady        | Australie             | Crédit Agricole       | 128 pts               |

| Classement par points | Classement par points | Classement par points | Classement par points | Classement par points |
| Coureur               | Coureur               | Pays                  | Équipe                | Points                |
| --------------------- | --------------------- | --------------------- | --------------------- | --------------------- |
| 1er                   | Baden Cooke           | Australie             | Fdjeux.com            | 156 pts               |
| 2e                    | Robbie McEwen         | Australie             | Lotto-Domo            | 148 pts               |
| 3e                    | Erik Zabel            | Allemagne             | Telekom               | 143 pts               |
| 4e                    | Thor Hushovd          | Norvège               | Crédit Agricole       | 134 pts               |
| 5e                    | Stuart O'Grady        | Australie             | Crédit Agricole       | 128 pts               |

| Classement de la montagne | Classement de la montagne | Classement de la montagne | Classement de la montagne     | Classement de la montagne |
| Coureur                   | Coureur                   | Pays                      | Équipe                        | Points                    |
| ------------------------- | ------------------------- | ------------------------- | ----------------------------- | ------------------------- |
| 1er                       | Richard Virenque          | France                    | Quick Step-Davitamon          | 324 pts                   |
| 2e                        | Laurent Dufaux            | Suisse                    | Alessio                       | 187 pts                   |
| 3e                        | Lance Armstrong           | États-Unis                | US Postal Service-Berry Floor | DQ                        |
| 4e                        | Juan Miguel Mercado       | Espagne                   | iBanesto.com                  | 133 pts                   |
| 5e                        | Christophe Moreau         | France                    | Crédit Agricole               | 132 pts                   |

| Classement de la montagne | Classement de la montagne | Classement de la montagne | Classement de la montagne     | Classement de la montagne |
| Coureur                   | Coureur                   | Pays                      | Équipe                        | Points                    |
| ------------------------- | ------------------------- | ------------------------- | ----------------------------- | ------------------------- |
| 1er                       | Richard Virenque          | France                    | Quick Step-Davitamon          | 324 pts                   |
| 2e                        | Laurent Dufaux            | Suisse                    | Alessio                       | 187 pts                   |
| 3e                        | Lance Armstrong           | États-Unis                | US Postal Service-Berry Floor | DQ                        |
| 4e                        | Juan Miguel Mercado       | Espagne                   | iBanesto.com                  | 133 pts                   |
| 5e                        | Christophe Moreau         | France                    | Crédit Agricole               | 132 pts                   |

| Classement du meilleur jeune | Classement du meilleur jeune | Classement du meilleur jeune | Classement du meilleur jeune | Classement du meilleur jeune |
| Coureur                      | Coureur                      | Pays                         | Équipe                       | Temps                        |
| ---------------------------- | ---------------------------- | ---------------------------- | ---------------------------- | ---------------------------- |
| 1er                          | Denis Menchov                | Russie                       | iBanesto.com                 | 70 h 55 min 08 s             |
| 2e                           | Mikel Astarloza              | Espagne                      | AG2R Prévoyance              | + 42 min 33 s                |
| 3e                           | Juan Miguel Mercado          | Espagne                      | iBanesto.com                 | + 1 h 00 min 38 s            |
| 4e                           | Sylvain Chavanel             | France                       | Brioches La Boulangère       | + 1 h 07 min 07 s            |
| 5e                           | Michael Rogers               | Australie                    | Quick Step-Davitamon         | + 1 h 19 min 06 s            |

| Classement du meilleur jeune | Classement du meilleur jeune | Classement du meilleur jeune | Classement du meilleur jeune | Classement du meilleur jeune |
| Coureur                      | Coureur                      | Pays                         | Équipe                       | Temps                        |
| ---------------------------- | ---------------------------- | ---------------------------- | ---------------------------- | ---------------------------- |
| 1er                          | Denis Menchov                | Russie                       | iBanesto.com                 | 70 h 55 min 08 s             |
| 2e                           | Mikel Astarloza              | Espagne                      | AG2R Prévoyance              | + 42 min 33 s                |
| 3e                           | Juan Miguel Mercado          | Espagne                      | iBanesto.com                 | + 1 h 00 min 38 s            |
| 4e                           | Sylvain Chavanel             | France                       | Brioches La Boulangère       | + 1 h 07 min 07 s            |
| 5e                           | Michael Rogers               | Australie                    | Quick Step-Davitamon         | + 1 h 19 min 06 s            |

| Classement par équipes | Classement par équipes        | Classement par équipes | Classement par équipes |
| Équipe                 | Équipe                        | Pays                   | Temps                  |
| ---------------------- | ----------------------------- | ---------------------- | ---------------------- |
| 1re                    | CSC                           | Danemark               | 209 h 36 min 55 s      |
| 2e                     | Euskaltel-Euskadi             | Espagne                | + 9 min 08 s           |
| 3e                     | US Postal Service-Berry Floor | États-Unis             | + 16 min 03 s          |
| 4e                     | iBanesto.com                  | Espagne                | + 18 min 53 s          |
| 5e                     | Team Bianchi                  | Allemagne              | + 1 h 01 min 08 s      |

| Classement par équipes | Classement par équipes        | Classement par équipes | Classement par équipes |
| Équipe                 | Équipe                        | Pays                   | Temps                  |
| ---------------------- | ----------------------------- | ---------------------- | ---------------------- |
| 1re                    | CSC                           | Danemark               | 209 h 36 min 55 s      |
| 2e                     | Euskaltel-Euskadi             | Espagne                | + 9 min 08 s           |
| 3e                     | US Postal Service-Berry Floor | États-Unis             | + 16 min 03 s          |
| 4e                     | iBanesto.com                  | Espagne                | + 18 min 53 s          |
| 5e                     | Team Bianchi                  | Allemagne              | + 1 h 01 min 08 s      |